# Nathan Doyle
Nathan Luke Robert Doyle (født 12. januar 1987 i Derby, England) er en engelsk fodboldspiller, der spiller som forsvarsspiller. Gennem karrieren har han blandt andet spillet for Bradford, Derby County og Hull City, samt på lejebasis hos Notts County og Bradford City.